# Нагідки польові
Нагідки польові (Calendula arvensis L.) — вид квіткових рослин родини айстрові (Asteraceae). лат. arvensis — «польовий».

## Опис
Однорічна трав'яниста рослина заввишки до 30 см. Гіллясті стебла листові з квітковими кошиками. Нижні листя лопатчате, на коротких ніжках. Листя чергове довгасте, покрите волосками. Квіткові кошики мають діаметр зазвичай від 1 до 2 (часто до 3,5) см. Широка колоколоподібна оболонка виконана із зелених приквітків. Квіти, як правило, лимонно-жовті, рідко золотисті. Променеві (зовнішні) квіти мають довжину від 7 до 12 мм, зазвичай менше, ніж в два рази довше приквітків.
Квітне з квітня по жовтень у центральній Європі, у Середземномор'ї деколи протягом року. Число хромосом 2n = 44.

## Поширення
Батьківщина: Північна Африка: Алжир; Єгипет; Лівія; Марокко; Туніс. Азія: Туркменістан; Кіпр; Ізраїль; Йорданія; Ліван; Сирія; Туреччина. Кавказ: Вірменія; Азербайджан; Грузія. Європа: Україна — Крим; Бельгія; Німеччина; Угорщина; Швейцарія; Албанія; Боснія і Герцеговина; Болгарія; Хорватія; Греція; Італія; Македонія; Чорногорія; Румунія; Сербія; Словенія; Франція; Португалія [вкл. Мадейра]; Гібралтар; Іспанія [вкл. Канарські острови]. Натуралізований у багатьох інших країнах в тому числі в Україні.
Населяє оброблені поля, виноградники, росте на сонячних луках, на краях доріг і посівних площ, від рівня моря до 1400 м над рівнем моря.

## Галерея

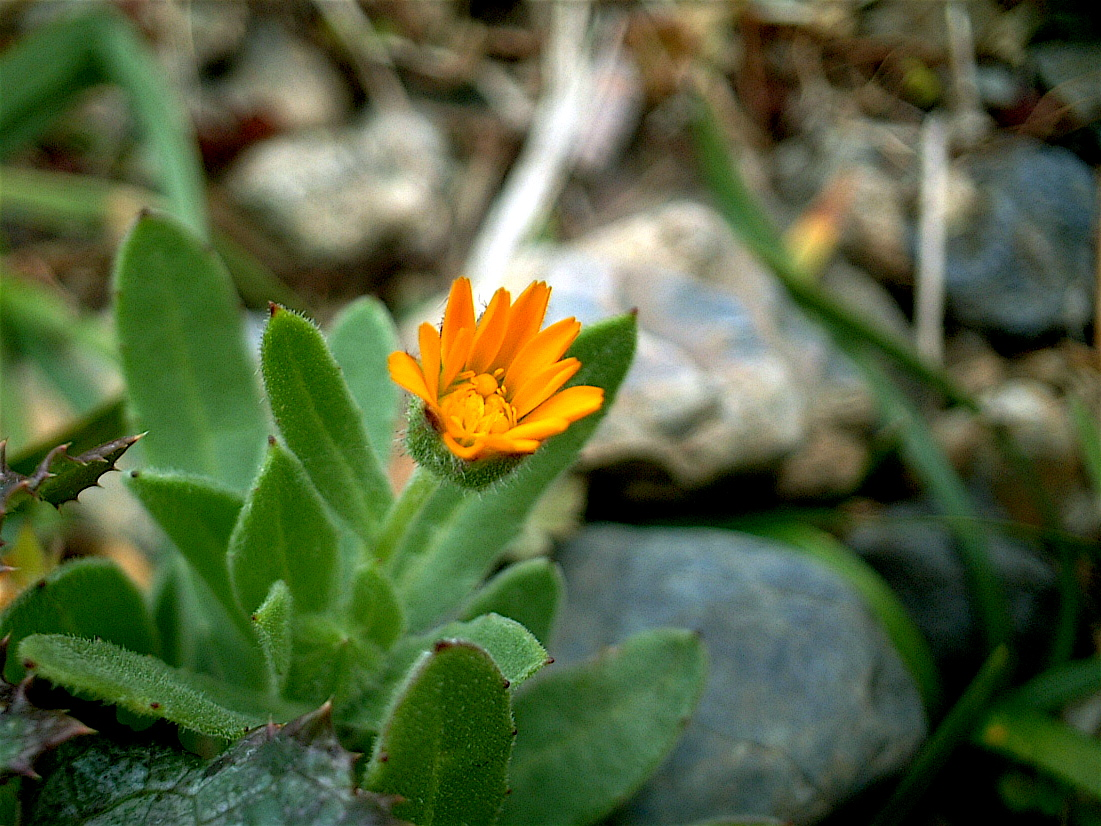
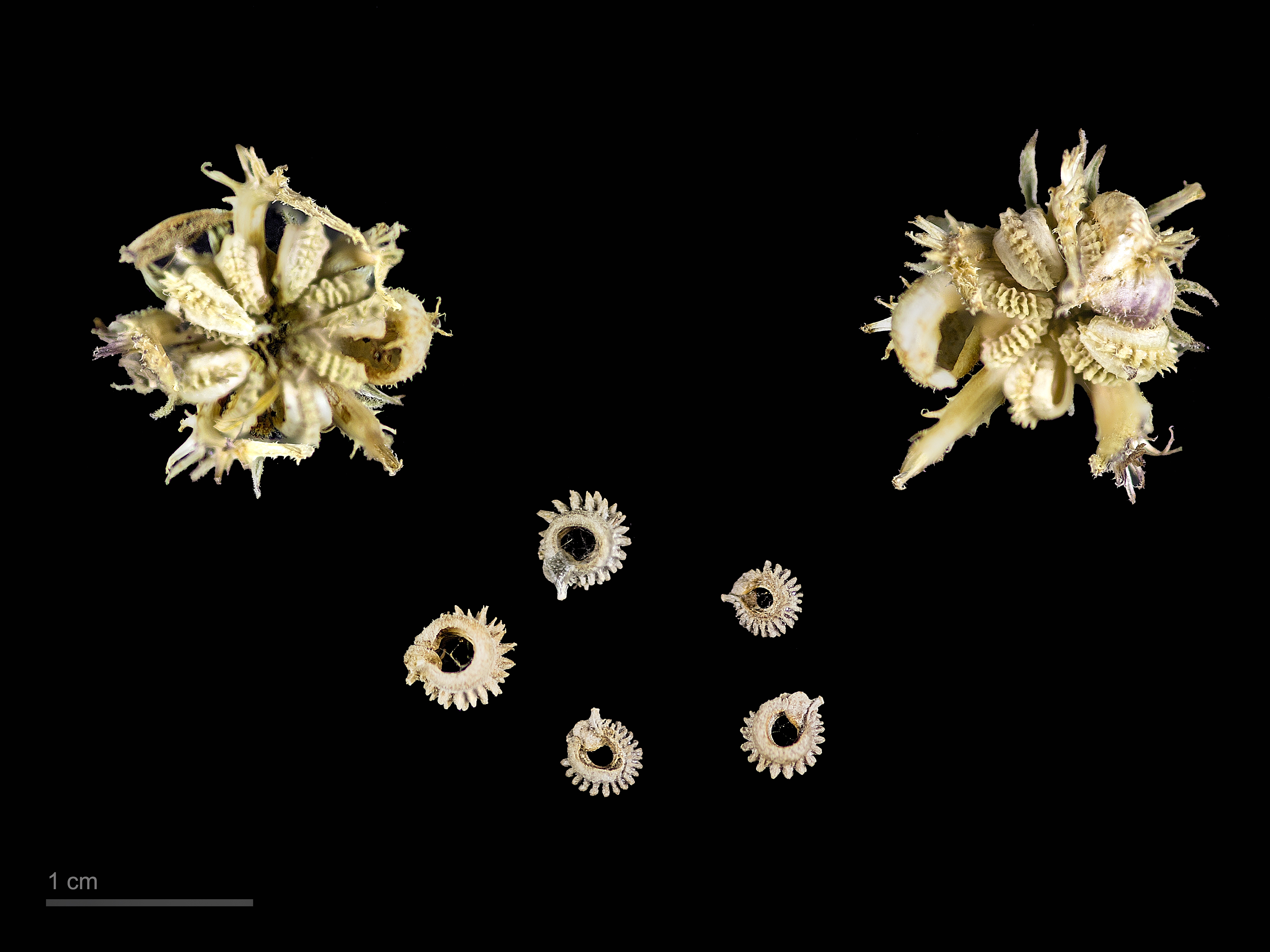
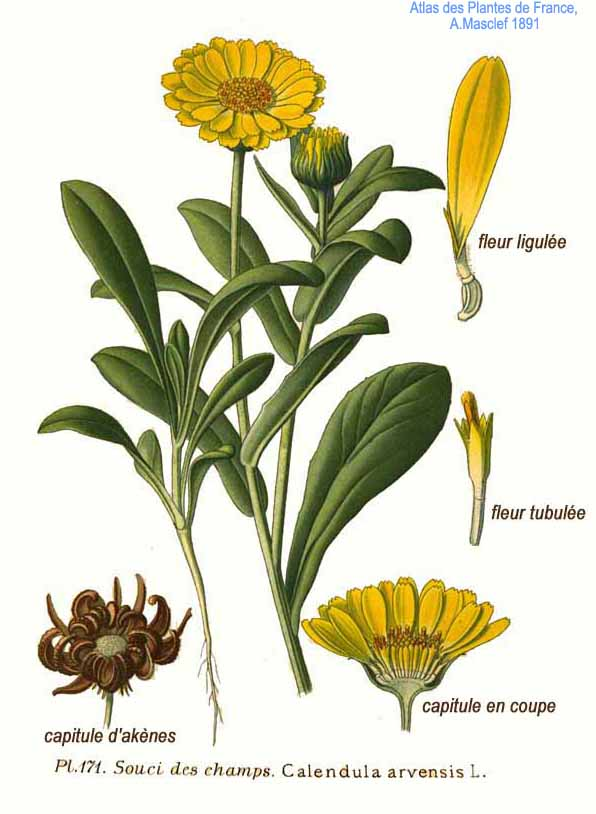
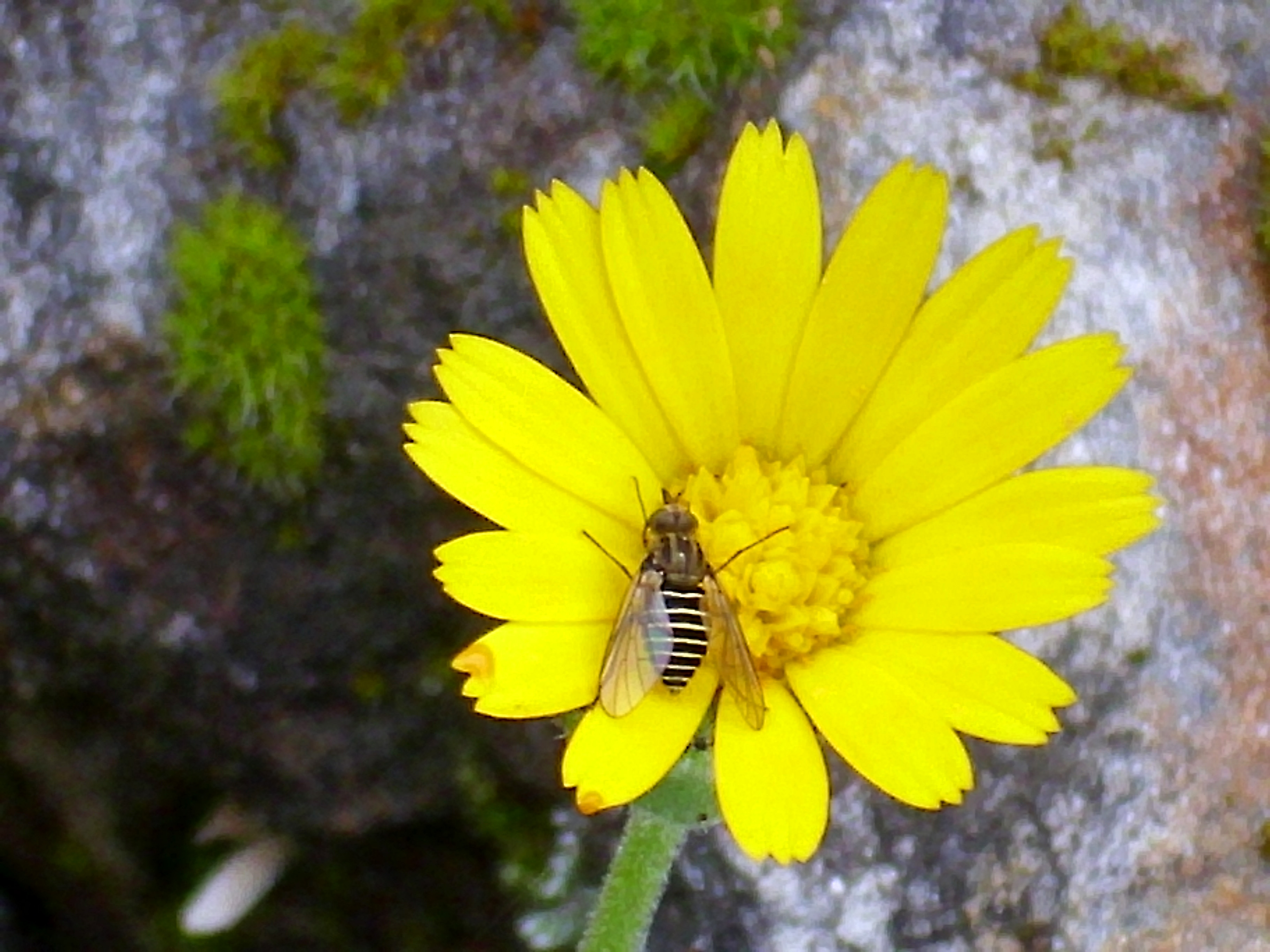

|  | Це незавершена стаття про айстрові. Ви можете допомогти проєкту, виправивши або дописавши її. |